# Lars Karlsson (joueur d'échecs)
Pour les articles homonymes, voir Lars Karlsson.
Lars Karlsson est un joueur d'échecs suédois né le 11 juillet 1955 à Stockholm.

## Biographie et carrière
Grand maître international depuis 1982, Lars Karlsson a remporté le tournoi de Hastings en 1983-1984 (ex æquo avec Jonathan Speelman), la coupe Politiken à Copenhague en 1989 et le championnat de Suède en 1992.
Karlsson a représenté la Suède lors du tournoi interzonal de Las Palmas en 1982, de quatre olympiades (1980, 1982, 1984 et 1990) et de trois Championnat d'Europe d'échecs des nations (en 1980, 1992 et 2005 ; la Suède finit cinquième en 1992). Lors de la coupe d'Europe des clubs d'échecs de 2005, il jouait au premier échiquier et remporta la médaille de bronze individuelle.
Son  meilleur rang international fut 34e en janvier 1985 avec un classement Elo de 2 550.